# Gouvernorat de Sanaa
Le gouvernorat de Sanaa (arabe : صنعاء ṣanʿāʾ) est un gouvernorat (c'est-à-dire une division administrative) du Yémen. Sa capitale est Sanaa, qui est aussi la capitale nationale. Cependant, la ville n'en fait pas réellement partie et constitue plutôt le district séparé de Amanat Al-Asemah, disposant d'une très large autonomie, au point d'avoir un statut équivalent au gouvernorat.[pas clair] En 2011, la population du gouvernorat atteint 1 109 000 habitants.

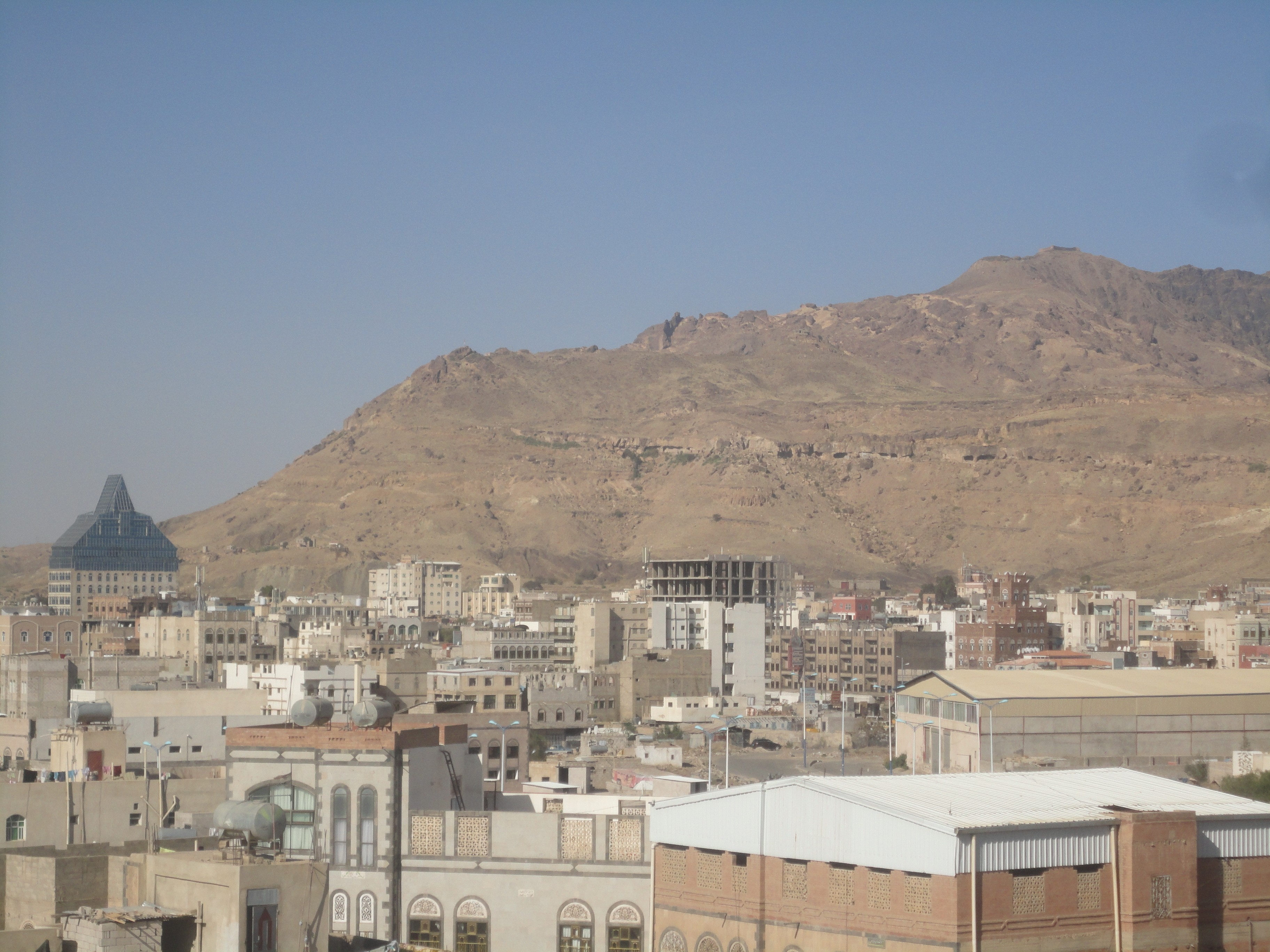
Jabal Nuqm ou Jabal Nuqum dans la région de Sanaa

## Liste des districts du gouvernorat
- Al Haymah Ad Dakhiliyah District
- Al Haymah Al Kharijiyah District
- Al Husn District
- Arhab District
- Attyal District
- Bani Dhabyan District
- Bani Hushaysh District
- Bani Matar District
- Bilad Ar Rus District
- Hamdan District
- Jihanah District
- Khwlan District
- Manakhah District
- Nihm District
- Sa'fan District
- Sanhan District